# Mexico International 1965
Die Mexico International 1965 im Badminton fanden Ende November 1965 in Mexiko-Stadt statt. Im Halbfinale des Herreneinzels standen Erland Kops, Channarong Ratanaseangsuang, Don Paup und Antonio Rangel. Kops gewann dabei mit 15-2 und 15-4 gegen Rangel und Ratanaseangsuang gegen Paup mit 15-1 und 15-10. Im Herrendoppel unterlagen die Lokalmatadoren Antonio Rangel und Raúl Rangel im Halbfinale  2-15 und 4-15 gegen die späteren Sieger Erland Kops und Don Paup. Im Dameneinzel schlug Dorothy O’Neil im Halbfinale Carolina Allier mit 7-11, 11-8 und 12-11. Im anderen Halbfinale war Janice DeZort aus den USA siegreich.

## Finalresultate
| Disziplin    | Sieger                                | Finalist                                     | Ergebnis    |
| ------------ | ------------------------------------- | -------------------------------------------- | ----------- |
| Herreneinzel | Erland Kops                           | Channarong Ratanaseangsuang                  | 15–7, 15–12 |
| Dameneinzel  | Dorothy O’Neil                        | Janice DeZort                                | 12–10, 11–6 |
| Herrendoppel | Erland Kops Don Paup                  | Channarong Ratanaseangsuang Paisan Loaharanu | 15–9, 15–10 |
| Damendoppel  | Helen Tibbetts Tyna Barinaga          | Dorothy O’Neil Janice DeZort                 | 15–4, 15–2  |
| Mixed        | Peter Pichai Loaharanu Helen Tibbetts | Channarong Ratanaseangsuang Janice DeZort    | 18–16, 15–9 |